# حوذان آسيوي
الحوذان الآسيوي  أو شقائق النعمان أو كَبِيكِج أو كَف السبع أو كف الضبع  أو لالَة أو حوذان زهارين (باللاتينية: Ranunculus asiaticus) نوع نباتي يتبع جنس الحوذان من الفصيلة الحوذانية. نبات تزييني معمر يعلو نحو 30 سم. أوراقه داكنة مسننة النصل. ازهراره فردي التجميع تاجي الارتكاز. أزهاره خماسية التركيب ومنها مكبسة. ألوانها عديدة تختلف مع الضروب، فيها الأبيض والأصفر والأحمر والبرتقالي والموشح.

## الموئل والانتشار
موطنه الأصلي المشرق العربي وجنوب غرب آسيا وجنوب شرق أوروبا وشمال شرق أفريقيا.

## الاعتراف
في 1 مارس 2023 ، أصدرت بريد كندا ، إدارة البريد الكندية ، طابعًا بريديًا يصور Ranunculus asiaticus. تم إصدار الختم في كتيبات ولفائف وكورقة تذكارية.